# 침샘암
침샘암, 타액선증(Salivary gland tumour, 唾液腺症)은 침샘의 조직에서 형성되는 종양이다. 침샘은 메이저와 마이너로 분류된다. 주요 침샘은 귀밑샘, 턱밑샘, 설하샘으로 구성된다. 소타액선은 구강 내벽 전체에 위치한 800~1000개의 작은 점액 분비선으로 구성된다. 이러한 유형의 종양이 있는 환자는 무증상일 수 있다.

## 증상
침샘암은 일반적으로 영향을 받은 침샘에 덩어리 또는 부기로 나타나며 이는 오랫동안 존재했을 수도 있고 존재하지 않았을 수도 있다. 덩어리는 도관 막힘 증상(예: 구강 건조증)을 동반할 수 있다. 일반적으로 초기 단계에서는 양성 종양과 악성 종양을 구별할 수 없다. 악성 성장의 주요 차별화 증상 중 하나는 신경 침범이다. 예를 들어, 안면 신경 손상의 징후(예: 안면 마비)는 악성 이하선 종양과 관련이 있다. 안면 통증과 감각 이상도 악성 종양과 매우 자주 연관된다. 악성 종양을 암시하고 추가 조사를 필요로 할 수 있는 다른 위험 신호 증상은 위에 있는 피부에 덩어리가 고정되는 것, 점막의 궤양 및 경화이다.

## 진단
침샘암의 유형과 그것이 양성인지 악성인지를 결정하는 데 사용할 수 있는 많은 진단 방법이 있다. 진단 방법의 예는 다음과 같다.
- 신체 검사 및 병력: 일반적인 건강 징후를 확인하기 위한 신체 검사. 머리, 목, 입, 인후는 덩어리 또는 이상해 보이는 다른 것과 같은 질병의 징후가 있는지 확인한다. 환자의 건강 습관과 과거 질병 및 치료에 대한 이력도 기록된다.

- 내시경: 신체 내부의 장기나 조직을 관찰하여 이상 부위를 확인하는 시술. 침샘암의 경우 내시경을 입에 삽입하여 입, 인후 및 후두를 관찰한다. 내시경은 보기 위한 빛과 렌즈가 있는 얇은 튜브 모양의 기구이다.

- MRI 또는 CT 스캔: 이 검사는 종양의 존재를 확인할 수 있다. MRI 또는 CT 스캔은 또한 전이가 발생했는지 여부를 보여줄 수 있다.[5]

- 생검: 암의 징후를 확인하기 위해 병리학자가 현미경으로 볼 수 있도록 세포나 조직을 제거하는 것.[6]

- 미세 바늘 흡인(FNA) 생검: 가는 바늘을 사용하여 조직이나 체액을 제거한다. FNA는 침샘암에 사용되는 가장 일반적인 유형의 생검이며 양성 종양과 악성 종양을 구별할 때 정확한 결과를 생성하는 것으로 나타났다.[7]

- 방사선 사진: 하악 침범을 배제하기 위해 OPG(orthopantomogram)를 촬영할 수 있다. 이차 종양을 배제하기 위해 흉부 방사선 사진을 찍을 수도 있다.[8]

- 초음파: 초음파는 턱밑샘이나 귀밑샘에 표면적으로 위치한 종양을 초기에 평가하는 데 사용할 수 있다. 내인성 신생물과 외인성 신생물을 구별할 수 있다. 악성 종양의 초음파 이미지에는 경계가 명확하지 않은 경계가 포함된다.[9] 또한 고해상도 초음파는 이하선 내 정확한 종양 위치, 턱후정맥과의 관계를 식별하고 외과적 절제를 도울 수 있다.[10]

## 같이 보기
- 두경부암